# Pseudacteon nocens
Pseudacteon nocens är en tvåvingeart som beskrevs av Borgmeier 1926. Pseudacteon nocens ingår i släktet Pseudacteon och familjen puckelflugor. Inga underarter finns listade i Catalogue of Life.